# Aristida adscensionis
Aristida adscensionis är en gräsart som beskrevs av Carl von Linné. Aristida adscensionis ingår i släktet Aristida och familjen gräs. Inga underarter finns listade i Catalogue of Life.

## Bildgalleri

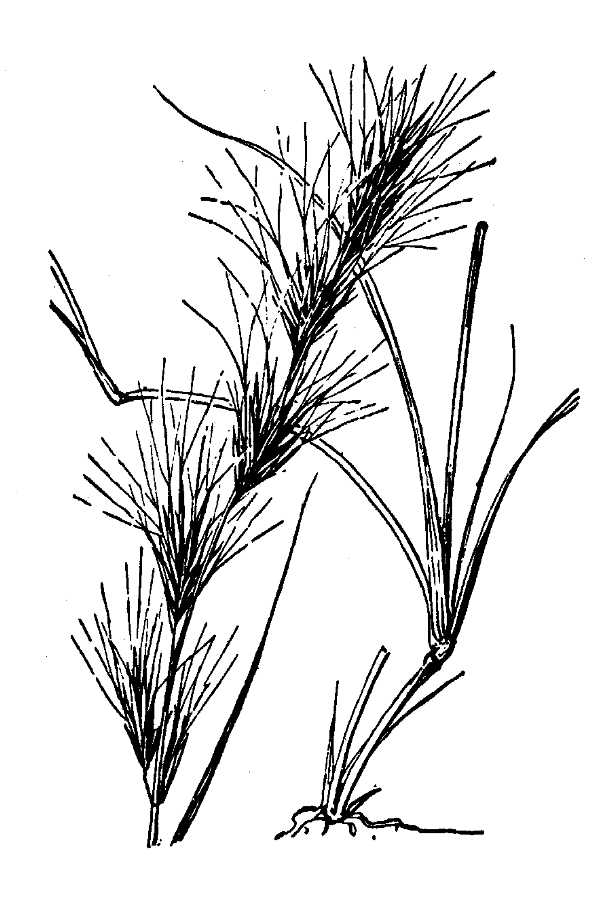